# Waitsburg
Waitsburg est une municipalité américaine situé dans le comté de Walla Walla dans l'État de Washington.

## Géographie
Waitsburg est située dans le nord-est du comté de Walla Walla, à une trentaine de kilomètres de la ville du même nom. Elle fait partie de la région de la Palouse.
La municipalité s'étend sur 1,11 mille carré (2,87 km2), uniquement des terres. Elle se trouve à l'intersection de la Touchet River (en) et la Coppei Creek, cours d'eau nés dans les montagnes bleues.

## Histoire

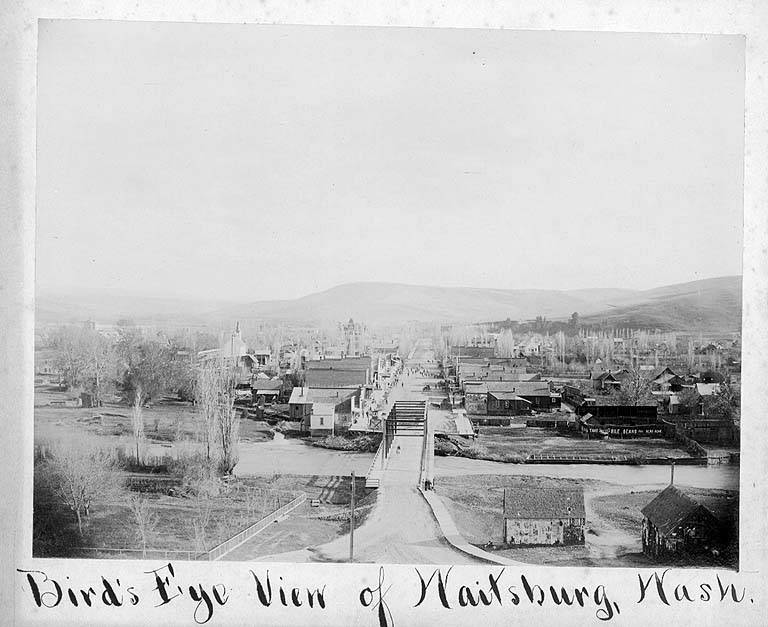
Waitsburg vers 1893.

Robert Kennedy s'installe à l'emplacement de l'actuelle Waitsburg dès 1859. La localité est fondée en 1865, lors de la création d'un moulin sur les rives de la Touchet River (en) par Sylvester M. Wait. William Perry Bruce, qui a vendu une partie de ses terres pour la construction du moulin de Wait, participe activement au développement du bourg. D'abord connue sous le nom de Wait's Mill (« le moulin de Wait »), la localité adopte le nom de Delta lors de l'implantation d'un bureau de poste en 1866. En 1868, les habitants du bourg votent pour renommer la ville et son bureau postal Waitsburgh ou Waitsburg,.
Le 13 septembre 1880, le centre-ville est détruit par les flammes. Les bâtiments, auparavant en bois, sont reconstruits en briques durant les décennies suivantes. En 1881, le chemin de fer de l'Oregon Railroad and Navigation Company atteint Waitsburg qui connaît alors une importante croissance, devenant un centre d'export agricole. Cette même année, Waitsburg devient une municipalité,.
Après de longues années de prospérité, le moulin fondé par Wait finit par fermer ses portes en 1957 ; le bâtiment est détruit par un incendie en 2009. La culture du blé reste toutefois une part importante de l'économie locale. Au XXIe siècle, la ville développe son activité viticole.

## Patrimoine
Le district historique de Waitsburg, qui comprend le quartier commerçant du centre-ville de part et d'autre de la Main Street est inscrit au Registre national des lieux historiques. La plupart des bâtiments du district, bien conservés, sont construits entre 1880 et 1930 dans un style vernaculaire de l'Ouest américain.
En dehors du district historique, trois bâtiments sont également inscrits au Registre national des lieux historiques. La résidence de William Perry Bruce est édifiée en 1883, dans un style italianisant. Les intérieurs de ce bâtiment carré de deux étages sont particulièrement bien conservés. La résidence est aujourd'hui un musée. Le Preston Hall est quant à lui construit en 1913 par le cabinet Osterman and Siebert dans un style néo-classique pour servir d'école publique. Il doit son nom à William G. Preston, qui a fait don de l'édifice à la ville. Le bâtiment rectangulaire de trois étages, en brique et en béton, est agrémenté d'un portique de deux étages. La high school de Waitsburg est le troisième bâtiment inscrit au registre. Elle est construite entre 1926 et 1927. De style néo-Renaissance, elle comprend un auditorium de 655 places et une salle d'étude de 180 places au centre ainsi que des salles de classe dans ses ailes.

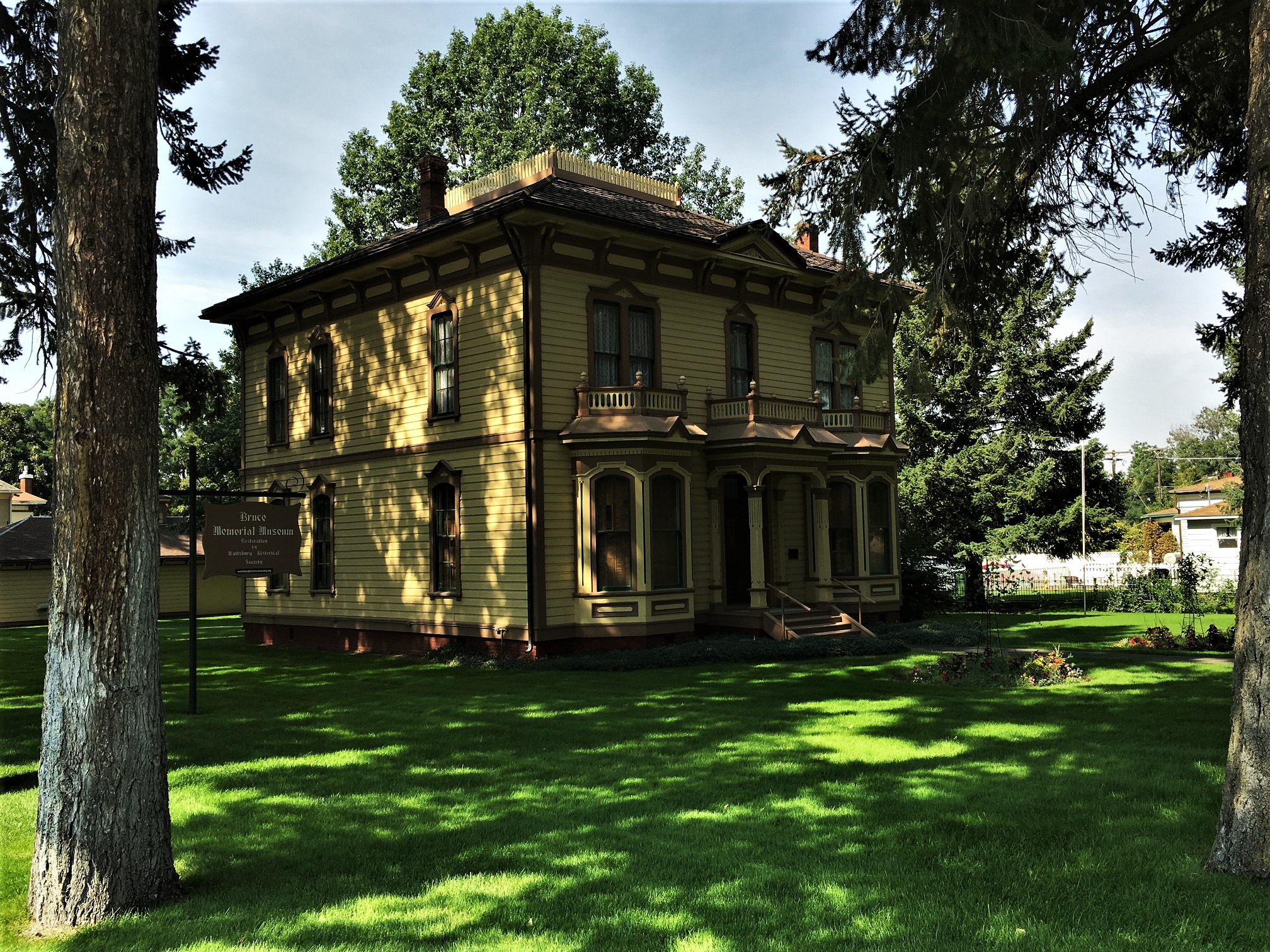
La résidence Bruce.
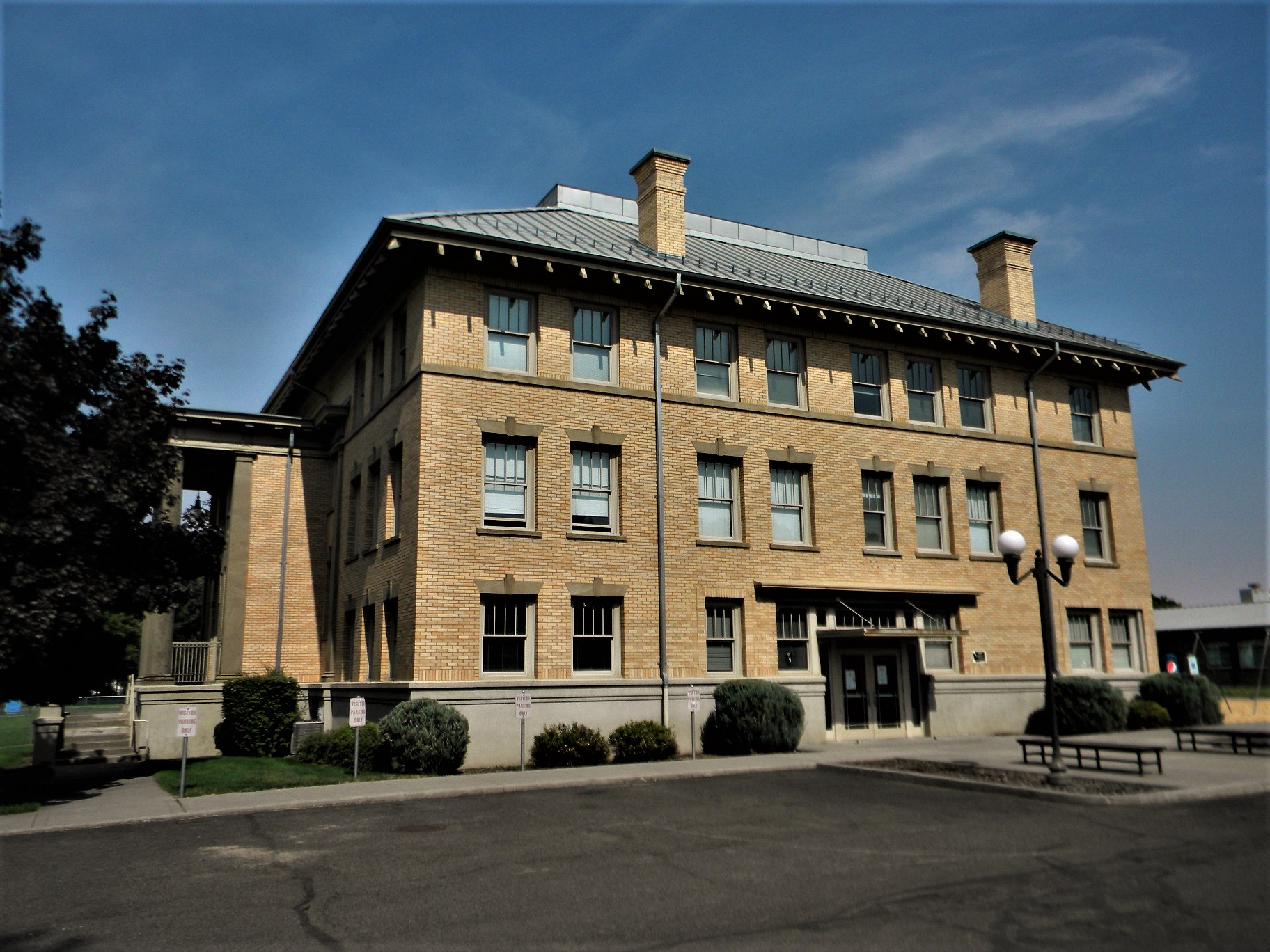
Le Preston Hall.
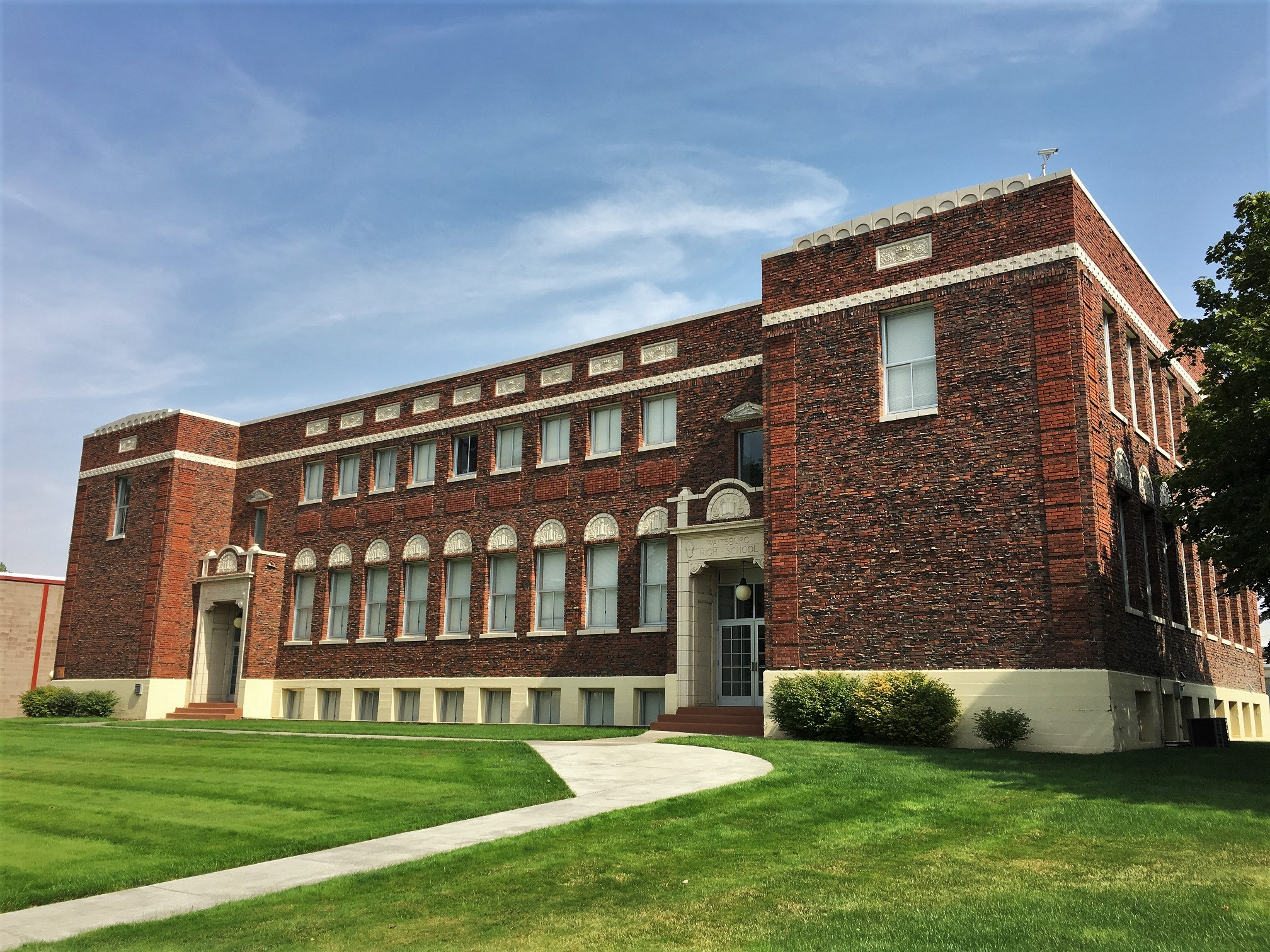
La high school.

## Politique et administration
La municipalité de Waitsburg est créée par la législature du territoire de Washington le 25 novembre 1881. Sa charte municipale est révisée en 1886,. En 2019, elle est la seule municipalité du Washington à toujours fonctionner d'après une charte territoriale, datant d'avant la création de l'État.
Le gouvernement municipal fonctionne selon le modèle « maire-conseil » (en anglais : mayor-council). Le conseil municipal, corps législatif de la ville, comprend cinq membres élus pour un mandat d'un an. Les élections municipales ont ainsi lieu le premier lundi du mois d'avril chaque année. Cette particularité, en comparaison avec le mandat de 4 ans de droit commun, est due à la charte territoriale de la Waitsburg.
Lors de l'élection présidentielle américaine de 2016, la ville vote à 66 % pour Donald Trump contre 24 % pour Hillary Clinton.

## Démographie
Lors du recensement de 2010, la population de Waitsburg est de 1 217 habitants.